# 上滝町
上滝町（かみだきまち）は、かつて富山県上新川郡に存在した町の1つである。

## 歴史
- 1889年（明治22年）4月1日 - 町村制の施行により、上新川郡上滝村、中滝村及び三室荒屋村の区域をもって、上新川郡上滝町が発足する。
- 1955年（昭和30年）1月1日 - 上新川郡上滝町、大庄村、大山村及び福沢村が合併して、上新川郡大山町が発足する。

## 鉄道路線
- 富山地方鉄道上滝線 上滝駅

## 歴代村長
出典→
1. 高島弥吉郎（1889年6月 - 1893年6月）
2. 仲井与右衛門（1893年6月 - 1897年6月）
3. 高島弥吉郎（1897年6月 - 1898年5月）
4. 畔田与市郎（1898年5月 - 1899年4月）
5. 仲井与右衛門（1899年4月 - 1900年3月）
6. 畔田与市郎（1900年4月 - 1901年3月）
7. 仲井大重（1901年9月 - 1905年9月）
8. 酒井源次郎（1905年9月 - 1906年9月）
9. 松身辰吉（1906年10月 - 1910年7月）
10. 浅野寛二（1910年7月 - 1911年6月）
11. 松身辰吉（1911年7月 - 1912年11月）
12. 高島恒次郎（1913年1月 - 1917年1月）
13. 高島恒次郎（1917年1月 - 1918年4月）
14. 高島恒次郎（1918年5月 - 1922年4月）
15. 高島恒次郎（1922年5月 - 1926年5月）
16. 高島恒次郎（1926年5月 - 1930年5月）
17. 高島恒次郎（1930年5月 - 1931年5月）
18. 仲井太道（1931年6月 - 1935年6月）
19. 仲井太道（1935年6月 - 1939年6月）
20. 柴田弥三郎（1939年7月 - 1943年7月）
21. 杉本鶴次郎（1943年7月 - 1946年11月）
22. 畔田与秋（1947年4月 - 1951年4月）
23. 畔田与秋（1951年4月 - 1951年12月末）